# Мірошкіно (Первомайський район)
Міро́шкіно (рос. Мирошкино) — село у складі Первомайського району Оренбурзької області, Росія.

## Населення
Населення — 803 особи (2010; 943 у 2002).
Національний склад (станом на 2002 рік):
- росіяни — 75 %